# الیسه رینگن
الیسه رینگن (انگلیسی: Elise Ringen؛ زادهٔ ۲۱ نوامبر ۱۹۸۹) ورزشکار دوگانه، و اسکی‌باز صحرانوردی اهل نروژ است.

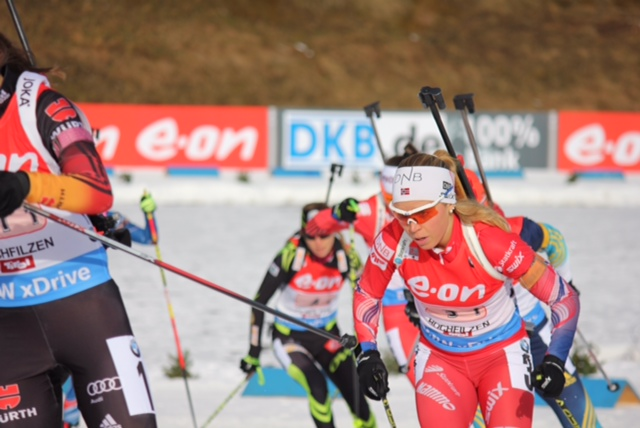